# Jaroslava Sedláčková
Jaroslava Sedláčková   (Lenešice, 21 de juny de 1946) és una gimnasta artística txeca, ja retirada, que va competir sota bandera txecoslovaca durant les dècades de 1950 i 1960.
El 1964 va prendre part en els Jocs Olímpics d'Estiu de Tòquio, on disputà les sis proves del programa de gimnàstica. Guanyà la medalla de plata en el concurs complet equips. En les altres proves destaca la setena posició en la barra d'equilibri i la vuitena en les barres asimètriques.
En el seu palmarès també destaca una medalla d'or al Campionat del Món de gimnàstica artística de 1966.